# تحفة الفتيان في رسم وضبط القرآن
'تحفة الفتيان في رسم القرآن' هي أرجوزة (من بحر الرجز) في موضوع رسم القرآن الكريم وضبطه وَفق قراءة نافع وروايتيْ ورش وقالون عنه.

## اسم ناظمها
ناظم الأرجوزة هو الشيخ محمد بن محمد عبد الله بن محمد المامي اليعقوبي الموريتاني.

## شرح الأرجوزة
الارجوزة شرحها الناظم نفسه شرحا متوسطا يبين معانيها ويكشف نكتها ويوضح مراميها، كتعليق على أبياتها -حسب تعبير الناظم الشارح- قال في مقدمة شرحه عليها: (هذا تعليق على منظومتي المسماة (تحفة الفتيان في رسم القرآن) يبين ما طواه النظم وأجمله، ويكون له تذييلا وتكملة، معتمدا في النظم والشرح على ما اعتُمد من كتب الفن، فليس لي من ذلك كله إلا الترتيب والوزن، مقتصرا على ما جرى به العمل عند المغاربةـ وربما أشرت في الشرح لبعض الخلافات الغالبة،).

## ناشرها
نشر الأرجوزة الشيخ محمد منقذ بن عمر فاروق أصيل من المدينة المنورة على الأنترنت.

## عدد أبيات الأرجوزة
تقع الأرجوزة في 249 بيتا.

## أبوابها
تشتمل الأرجوزة على قسمين أساسين:
أ- القسم الأول: الرسم العثماني، وتحته أبواب:
- - المفصول والموصول،
- - البدل ، وفيه فصلانِ،
- - الحذف، وفي ضمنه: فصل في حذف بعض الحروف،
- - زيادة بعض الحروف،
- - الهمز [قواعده]،

ب- القسم الثاني: الضبط.

## نماذج من أبيات الأرجوزة
بَابُ الْمَفْصُولِ وَالْمَوْصُولِ
ومنها:
ومنها:

## وصلات خارجية
تحميل نظم تحفة الفتيان
موقع الموسوعة القرآنية : تحميل شرح تحفة الفتيان